# 林逸民 (1896年)
林逸民（1896年—1995年），中华民国政治人物，廣州嶺南小學同中學、唐山交通大學、美國普渡大學同哈佛大學土木工程學位。曾任广州市工务局局长、廣州嶺南大學校董、美國嶺南基金會首位華人董事、嶺南同學總會首任會長。1928年11月1日，南京国都设计技术专员办事处成立，林逸民任处长。
嶺南大學的逸民堂於1998年12月18日冠名，由林逸民的女儿李林建華捐建并以林逸民冠名。